# Ислам в Швейцарии
Ислам в Швейцарии — второе по численности процентной доли религиозное сообщество в современной Швейцарии после христианства. По переписи 2001 года в стране было зарегистрировано 310 807 мусульман (4,3 % населения страны). По оценке на 2009 год в стране проживало 400 тыс. мусульман или около 5,0 % населения страны. Большинство мусульман проживает в немецкоязычной части Швейцарии, в частности в крупных городах (Базелe, Бернe, Цюрихe и др.), в каждом из которых доля мусульман составляет 5-8 %. Во франкоязычной Романдии мусульманское присутствие значительно только в Женевe (5 %). Меньше всего мусульман проживает в италоязычном кантоне Тичино на юге страны (1,8 % населения). Большинство мусульман страны при этом являются иммигрантами первого и второго поколения и в большинстве своём (свыше 88 %) неграждане. Преобладающие этнические группы в составе мусульман, это выходцы с территорий из бывшей СФРЮ (Югославия) (различные славяне-мусульмане (боснийцы) и албанцы (в основном из Косово, Северной Македонии и др. регионов) 56,4 %; также 20,2 % это выходцы из Турции (как турки, так и курды); остальные 23,4 % происходят из других стран Азии, Африки, СНГ и прочие.

## История
Первые мусульмане (арабы и берберы) появились в стране в X веке, придя с территории так называемого Фраксинета, одной из пиратских баз Средиземноморья. После 1945 года в страну прибыло значительное количество гастарбайтеров, а также политических и экономических беженцев из мусульманских стран (Балканы, Малая Азия). Большему притоку мусульман способствовало и то, что немецкоязычные кантоны выступали на стороне мусульман в югославском конфликте. Первая мечеть Махмуда была построена в стране в 1963 г. в Цюрихе. В 1978 году Саудовская Аравия профинансировала строительство второй мечети в Женевe. В настоящее время 4 мечети страны имеют минареты, при этом полноценных мечетей в стране явно не хватает, учитывая высокие темпы роста численности мусульман. Для этого используются складские помещения, заброшенные здания, подвалы домов. В 2009 году состоялся Швейцарский референдум о минаретах, по которому 58 % населения страны в целом высказалось против новых минаретов. При этом многие франкоязычные кантоны, напротив, не поддержали запрет на минареты.